# كفر دخميس
كفر دخميس إحدى قرى مركز المحلة الكبرى التابع لمحافظة الغربية بجمهورية مصر العربية.

## التعليم
تصل نسبة الأمية في القرية إلى 67.02% بين من تجاوزوا العاشرة من عمرهم، بينما تصل نسبة من حصلوا على تعليم جامعي إلى 1.05% من جملة السكان.

## السكان
بلغ عدد سكان كفر دخميس 4,667 نسمة، منهم 2،295 رجل و2،372 إمرأة، حسب الإحصاء الرسمي لعام 2006، ثم بلغ عدد سكانه 4393 نسمة حسب تقدير عام 2018.